# Mario Biselli
Mario Biselli (São Paulo, 1961 - ) é um arquiteto, urbanista e professor brasileiro.
Graduado pela Faculdade de Arquitetura e Urbanismo da Universidade Presbiteriana Mackenzie (1985), mestre (2000) e doutor (2014) pela mesma universidade. É professor da Faculdade de Arquitetura e Urbanismo da Universidade Presbiteriana Mackenzie desde (1999).
Um ano após concluir sua graduação, Mario Biselli abre o escritório Biselli Katchborian Arquitetos com seu sócio Artur Katchborian.

## Obra
Biselli é autor de edifícios importantes no Brasil, em sua maioria na cidade de São Paulo.
- Conjunto Habitacional Heliópolis[2]
- Aeroporto Internacional de Florianópolis[3]
- Reforma do Vale do Anhangabaú [4]
- Complexo Júlio Prestes[5]

## Prêmios[1]
- Prêmio APCA 2010, Melhor Obra construída em São Paulo (CEU Pimentas) - APCA - Associação Paulista dos Críticos de Artes.
- Prêmio Rino Levi. IAB 2010 - Instituto de Arquitetos do Brasil (IAB/SP) - Melhor Obra Construída do Ano (CEU Pimentas).
- Projeto para Terminal 3 Aeroporto Internacional de Guarulhos - SP, 2010.
- La Biennale di Venezia - Mostra Internazionale di Architettura 2010 - arquiteto convidado para o Pavilhão Brasil.
- Primeiro Prêmio no concurso para o Centro Judiciário de Curitiba, PR, 2006.
- Primeiro Prêmio no concurso nacional para o Novo Teatro de Natal, RN, 2005.
- Primeiro Prêmio no concurso nacional para o Novo Terminal de Passageiros do Aeroporto Hercílio Luz em Florianópolis,SC, 2004.
- Primeiro Prêmio no concurso nacional para a nova sede da FAPERGS (Fundação de Amparo à Pesquisa do Rio Grande do Sul), 2004.
- Projeto finalista no concurso da UIA para o NJP Museum em Seul-Coréia, 2003.
- Primeiro Prêmio no concurso para Estação Supervia São Cristovão - RJ, 2000.
- Indicação ao 2º. Prêmio Mies Van der Rohe de Arquitectura Latinoamericana - 1999.
- São Paulo, Siglo XXI – Universidad de Salamanca , Espanha - fevereiro 2003.
- V Bienal Internacional de Arquitetura de São Paulo – 2003.
- “Morar na Metrópole” – Espaço Cultural Citibank / Revista Arquitetura e Construção, Ed. Abril – outubro 2002.
- Bienal 50 Anos: “Rede de Tensão” – outubro 2001.
- Prêmio Anual do Instituto dos Arquitetos do Brasil – 2000 – melhor projeto executado.
- Prêmio Anual do Instituto dos Arquitetos do Brasil – 1999 – melhor projeto executado.
- IV Bienal Internacional de Arquitetura de São Paulo – 1999.
- II Bienal Internacional de Arquitetura de São Paulo – 1999.